# 马达加斯加残趾虎
马达加斯加残趾虎（学名：Phelsuma madagascariensis）是日行守宫属的一种壁虎。分布在马达加斯加塞舌尔群岛。其种加词“madagascariensis”意为“马达加斯加的”。
身長24公分。

## 亞種
有幾個亞種：
- 「Phelsuma madagascariensis madagascariensis」（馬達加斯加日守宮）
- Phelsuma madagascariensis kochi (科赫巨日守宮)
- 「Phelsuma madagascariensis boehmei」（Boehme 巨日守宮）

“Phelsuma grandis”馬達加斯加日守宮，以前被認為是“Phelsuma madagascariensis”的一個亞種，但現在已被提升為一個完整的物種。